# Daenerys Targaryen
Daenerys Targaryen est un personnage fictif de la série de livres Le Trône de fer écrite par George R. R. Martin et de son adaptation télévisuelle Game of Thrones. Elle est la fille légitime du roi Aerys II Targaryen et de la reine Rhaella Targaryen. C'est une jeune fille qui, comme la plupart des caractéristiques physiques des Targaryen, possède des cheveux d'argent, le teint clair, des yeux d'un violet améthyste clair ou bleu et une carrure svelte. Son père, atteint de folie, fut dépossédé de son trône par Robert Baratheon, dit l'usurpateur. À la suite de ce coup d'État, la princesse Daenerys et son frère aîné, le prince Viserys, ont dû s'exiler dans les Cités libres sur le continent d'Essos, à l'Est du continent de Westeros.
L'actrice Tamzin Merchant avait été choisie pour incarner Daenerys Targaryen dans le pilote de la série télévisée adaptée des romans, Game of Thrones, mais le rôle fut finalement dévolu à Emilia Clarke.

## Histoire

### Dans la série

#### Saison 1
Daenerys est née à Peyredragon après la mort de son frère Rhaegar et de son père le Roi fou Aerys Targaryen. Sa mère meurt en la mettant au monde et Daenerys a fui avec son frère Viserys à Essos afin d'éviter les assassins que Robert avait envoyés.
Le spectateur retrouve Daenerys sous la protection du Maître Illyrio, qui organise avec son frère Viserys le mariage de Daenerys avec Khal Drogo (chef d'une tribu de 40 000 Dothrakis) et lui offre trois œufs de dragons fossilisés. Cette relation commence par un viol (contrairement au livre) mais très rapidement Daenerys et Drogo tombent amoureux et attendent un fils. Par ailleurs, Drogo tue Viserys, faisant de Daenerys l'héritière légitime du Trône de fer. Malheureusement, Drogo est blessé à la suite d'un duel. La blessure s'infecte et pour le sauver, Daenerys fait appel à la sorcière Mirri Maz Duur qui le rend dans un état végétatif par vengeance. Daenerys voit son khalassar se disperser, elle fait brûler le corps de Drogo et met ses œufs de dragons dans les flammes, puis déclare devant ser Jorah et le reste de son khalasar « mon nom est Daenerys du typhon de la maison Targaryen, de l'antique Valyria, je suis la fille du dragon... » avant d'entrer dans les flammes. Le lendemain, Jorah retrouve Daenerys vivante, indemne, avec trois bébés dragons.

#### Saison 2
Sur Essos après la mort de Drogo, la quasi-totalité des Dothrakis ont abandonné Daenerys alors qu'ils sont perdus en plein désert, elle envoie des éclaireurs pour essayer de trouver une ville. Elle trouve refuge dans la ville de Qarth, d'abord le conseil des treize lui refuse l'entrée par peur d'être pillé par la Khalessi, mais ils sont admis grâce à l’intervention de l’un des 13 marchands qui dirigent la ville, Xaro Xhoan Daxos qui est un ancien bandit repenti. L’homme a organisé une fête en son honneur, où elle fait la connaissance de Pyat Pree, un homme étrange qu’il invite à lui rendre visite à l’Hôtel des Nonmourants, cependant elle ne souhaite pas s'y rendre car estimant qu'elle n'a pas d’intérêt à y aller. Xaro Xhoan Daxos annonce qu’il accepte de financer l’expédition de Daenerys à Westeros à condition qu’elle l’épouse, ce qu'elle refusera ne voulant pas de mariage. Mais à son retour de la soirée, elle découvre ses gardes assassinés et ses dragons disparus. Le coupable du vol n'est autre que Pyat Pree qui les a enfermés dans l’Hôtel des Nonmourrants pour pousser Daenerys à y aller. Daenerys s’y rend et après avoir affronté quelques épreuves, elle retrouve ses trois dragons et les pousse à brûler vif Pyat Pree. Elle découvre ensuite que sa propre servante Doreah l’a trahie en couchant avec Xaro Xhoan Daxos et se venge des deux en les emmurant vivants, avant de piller Qarth et de quitter la ville pour emmèner ensuite son khalassar à la conquête de la baie des Serfs.

#### Saison 3

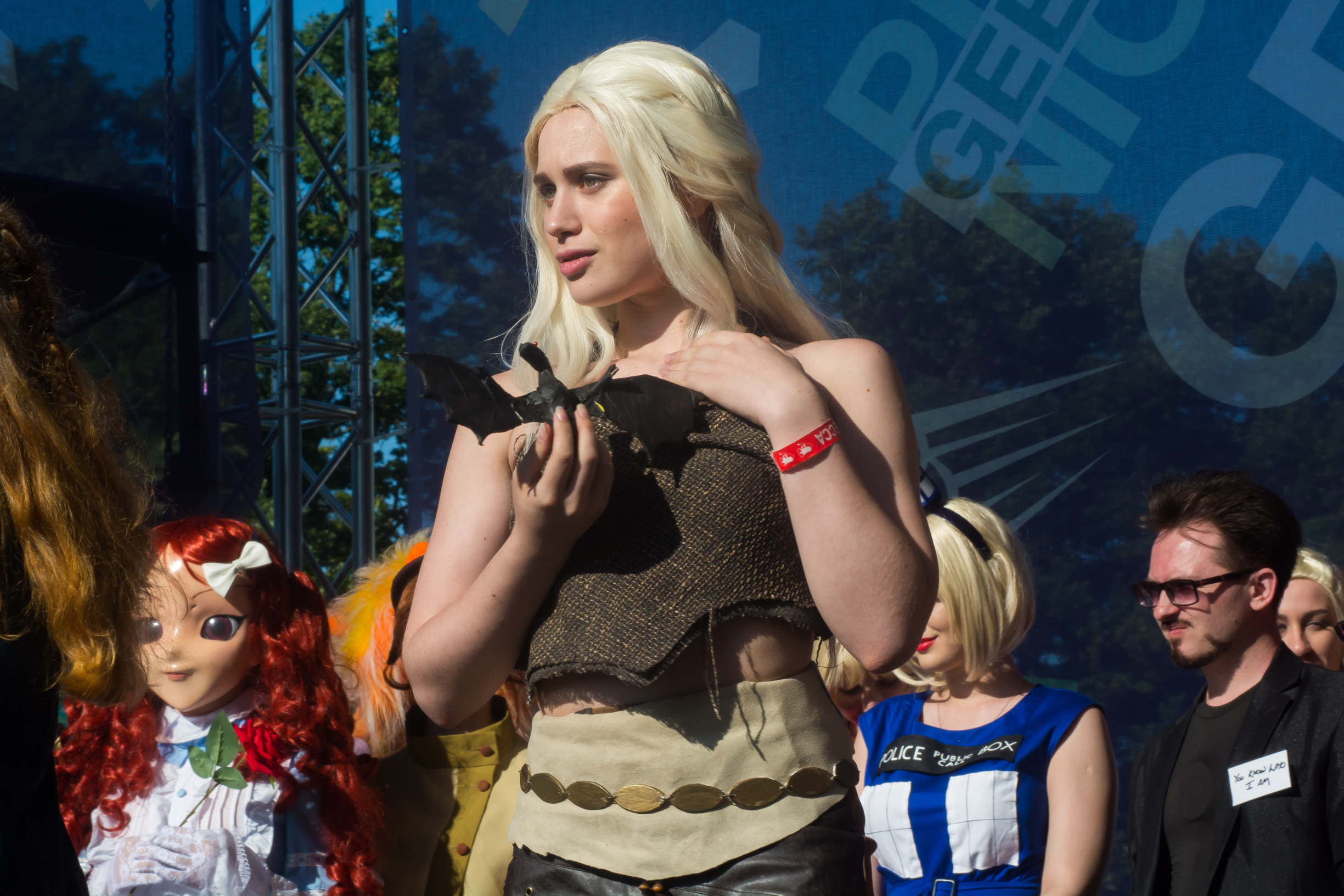
Cosplay de Daenerys lors d'un Geek Picnic à Saint-Pétersbourg en 2016

À la suite du pillage de Qarth, Daenerys se dirige vers la Baie des Serfs. Ses dragons ont entre-temps bien grandi mais insuffisamment pour mener une bataille. Jorah lui conseille de faire voile vers Astapor pour acheter des soldats esclaves surentraînés et sans émotions, les Immaculés. Sur place, le marchant Kraznys mo Naklazles traduit par une fille esclave, présente les méthodes d'entraînement inhumains dont font l'objet ses soldats, ce qui révolte la Khaleesi. Daenerys échappe ensuite à une tentative d'assassinat des conjurateurs grâce à l'intervention de Barristan Selmy, l'ancien lord commandant, qui souhaite désormais la servir. Elle acquiert une flotte et des soldats (les Immaculés) à Astapor tandis que ses dragons (qu'elle baptise Drogon, Rhaegal et Viserion) grandissent. 
Daenerys s'interroge sur les esclaves de la cité d'Astapor et exige 8 000 Immaculés et ceux encore en formation, plus Missandei, l'esclave traductrice, le tout en échange du plus grand de ses dragons, une décision qui ne plait guère à Jorah et Sir Barristan. À Astapor, Daenerys réceptionne tous les Immaculés en échange de son dragon. Mais contre toute attente, Daenerys qui comprend le Valyrien, demande à sa nouvelle armée de tuer tous leurs anciens maîtres et ordonne au dragon de brûler vif Kraznys mo Naklazes. Les Immaculés acceptent ensuite de combattre aux côtés de la Khaleesi à sa demande en tant qu'hommes libres. Daenerys rencontre les officiers des Immaculés et en découvre le chef désigné : Ver Gris. 
Daenerys arrive en vue de Yunkaï. À l'instar d'Astapor, elle projette de mettre fin à l'esclavage dans la ville. Elle rencontre le chef esclavagiste Razdal mo Eraz pour que la cité se soumette à sa volonté. Malgré la bienveillance des Yunkaï, Daenerys ne transige pas, mais le peuple a sa fierté et possède de puissants alliés, sur lesquels Jorah et Barristan vont se renseigner. 
Daenerys découvre des mercenaires nommés « Les Puinés » alliés des Yunkaï. Elle rencontre leur trois capitaines, Prendahl na Ghezn, Daario Naharis et l'irrespectueux Mero, pour tenter un ralliement à sa cause. Mais après concertation, ces derniers décident de la tuer. Plus tard pourtant, Daario fait allégeance, au nom des Puinés, à la Mère des Dragons après avoir décapité ses deux collègues. Daario établit son plan pour prendre Yunkaï par surprise. Daenerys accepte malgré le scepticisme de Jorah, et les deux hommes et Ver Gris s'introduisent dans la cité le soir même. Tous trois reviennent plus tard marqués par les combats, blason ennemi en main, la plupart des soldats esclaves ayant déposés les armes sans combattre. Daenerys libère les esclaves de Yunkaï qui l'acclament et la portent en l'appelant « Mhysa », Mère.

#### Saison 4
Grâce à une armée forte d'esclaves libérés, les Immaculés, et à une propagande efficace poussant les nombreuses riches cités esclavagistes à s'écrouler d'elles même, la khaleesi a réussi à constituer un véritable empire targaryen. Daenerys avance sur Meereen et découvre la dangerosité de ses dragons, mais aussi les avances attentionnées de Daario Naharis. Sur la route, ils trouvent des esclaves crucifiés par leurs maîtres sur tout le trajet qui les séparent de Meereen ; la Khaleesi n'est pas prête d'oublier. Daenerys arrive aux portes de la ville de Meereen et Daario bat très rapidement leur champion. Elle demande ensuite aux esclaves de la cité de se soulever contre leurs maîtres, et leur envoie par catapultes les chaînes d'anciens esclaves libérés en signe d'encouragement. Missandei enseigne à Ver Gris la langue commune. Le soldat infiltre ensuite Meereen par les égouts aidé de quelques Immaculés afin d'armer les esclaves. Quelques heures plus tard, la cité tombe entre leurs mains. Sir Barristan demande de faire preuve de clémence mais Daenerys fait crucifier les esclavagistes pour rendre justice à leurs victimes. Daenerys apprend la mort de Joffrey et Daario lui annonce que les Puinés ont capturé la flotte Meereenne, un nombre de bateaux que Sir Barristan juge suffisant pour prendre Port-Réal. Mais Ser Jorah l'informe aussi que les maîtres ont repris le contrôle de Yunkai et Astapor. Daenerys prend alors décision de rester pour le moment à Meereen pour gouverner la baie des Serfs. Daenerys exerce sa régence en dédommageant un éleveur de chèvres attaquées par un de ses dragons, et autorise l'enterrement d'un des nobles crucifiés jadis bienfaiteur de la cité à la demande de son fils Hizdahr zo Loraq. Daenerys comprend que gouverner se sera pas chose aisée. 
Daenerys finit par succomber aux charmes de Daario avant de l'envoyer avec les puînés reprendre Yunkaï et tuer tous les maîtres de la ville. Ser Jorah désapprouve leur liaison mais tempère aussi les choix radicaux de sa reine. Elle change alors d'avis et décide que les maîtres auront désormais le choix entre se repentir ou mourir par l'intermédiaire de Hizdahr zo Loraq. Missandei est surprise nue dans la rivière par Ver Gris. Bien qu'eunuque, l'Immaculé déclare son amour à la conseillère. Barristan Selmy reçoit une lettre de Port-Réal, une amnistie pour Jorah Mormont signée jadis de la main du roi Robert Baratheon. Bien que le document soit écrit de toutes pièces par Tywin pour diviser le clan de la Khaleesi, Jorah confesse à sa reine qu'il a travaillé comme espion pour Lord Varys mais qu'il a depuis abandonné cette cause. Mais Daenerys reste inflexible et le bannit. La libération des esclaves par Daenerys met à mal la cohésion sociale des habitants de Meereen. Aussi la Khaleesi doit-elle faire des concessions, mais découvre aussi avec stupeur que Drogon a brûlé une petite fille de trois ans. À contrecœur, elle enchaîne alors ses deux autres dragons Viserion et Rhaegal, afin d'éviter qu'ils ne tuent eux aussi des innocents. Drogon, lui, demeure introuvable.

#### Saison 5
À Meereen, le cas d'un des Fils de la Harpie divise la ville. Sur le conseil de Barristan Selmy qui lui recommande de ne pas suivre l'exemple de son père, Daenerys consent à lui accorder un procès, mais il est assassiné par un ancien esclave. Daenerys fait alors exécuter ce dernier, s'attirant les foudres du peuple libéré. Au soir, la reine peut se réconforter par le retour de Drogon, avant que la créature ne s'envole de nouveau.
Hizdahr zo Loraq réitère à Daenerys sa demande de réouverture des arènes de combat pour calmer la défiance du peuple, dont font partie les Fils de la Harpie. Ceux-ci organisent un guet-apens contre un groupe de Puînés et d'Immaculés et nombre de guerriers sont assassinés, tandis que Ver Gris et Barristan Selmy sont grièvement blessés.
Barristan Selmy n'a pas survécu contrairement à Ver Gris. L'immaculé est veillé par Missandei et tous deux se rapprochent. Daario suggère à Daenerys un nettoyage méthodique de la ville mais la reine opte pour une méthode plus radicale en donnant en pâture à ses dragons un noble de Meereen sous le regard d'autres familles jusqu'à que les chefs des Harpies se dénoncent. Elle change finalement d'avis sous les conseils de Missandei et consent à rouvrir les arènes de combat et se marier avec Hizdar zo Loraq afin de consolider les liens avec la cité. 
Jorah Mormont finit vendu comme gladiateur à un homme de Meereen et Tyrion Lannister qui l'accompagne convainc ce dernier de l'acheter à son tour après démonstration. Non loin, Daenerys inaugure avec Hizdahr une petite arène de gladiateurs pour montrer son respect des traditions, malgré sa révulsion pour ces jeux barbares. Voyant la présence de sa reine, Jorah se lance alors de lui-même dans l'arène et remporte le combat avant d'enlever son masque. Daenerys est surprise mais n'a que faire de l'homme qui l'a jadis trahi. Jorah clame alors qu'il est venu avec un présent, et Tyrion apparaît de son gré devant la reine en déclinant son identité. 
Daenerys donne audience à Tyrion et Jorah mais n'accorde pas la parole à ce dernier. Après discussions raisonnées, Tyrion convainc la Khaleesi de l'épargner pour rentrer à son service comme conseiller. Le nain défend aussi Jorah tout en argumentant en faveur de la reine, qui se faisant, sauve la vie du chevalier qui subit une nouvelle fois le bannissement. Démuni mais déterminé, Jorah se rend alors auprès de son récent esclavagiste et le persuade de le faire combattre à nouveau pour la reine dans la grande arène de Meereen. 
Daenerys assiste malgré elle à la reprise des combats dans la grande arène. À sa surprise, elle y retrouve à nouveau Jorah, qui gagne de peu sa passe d'armes. Soudain, l'homme abat une lance dans sa direction et sauve, in extremis, Daenerys d'une tentative d'assassinat d'un Fils de la Harpie. Mais d'autres ennemis masqués apparaissent en tribune et commencent le massacre du peuple affolé qui fuit les lieux. Daario organise la défense de la reine mais Hizdahr est tué. Jorah rejoint Daario et aide Daenerys à descendre dans l'arène suivi de Tyrion et Missandei, mais tout autre accès leur est bloqué. Acculé et défendu par les Immaculés, Daenerys se résout à sa mort quand tout à coup surgit Drogon. L'animal défend férocement sa « mère » en tuant et brûlant ses ennemis malgré les flèches qui le transpercent. Daenerys finit par chevaucher son dragon blessé et s'envole sous le regard incrédule de tous.
Jorah et Daario partent en expédition afin de retrouver Daenerys et laissent la charge de Meereen à Tyrion faute de mieux, secondé par Ver Gris et Missandei. Tyrion voit également réapparaître Varys pour une aide bienvenue pour administrer la cité. Dans les Terres sauvages, Daenerys demande à Drogon de la ramener à Meereen mais la créature est blessée et repue de son dernier repas. Daenerys part alors seule dans la vallée et tombe sur de nombreux cavaliers Dothraki qui l'encerclent.

#### Saison 6
Daenerys est emmenée à Vaes Dothrak et rencontre le dosh khaleen dont elle apprend que son sort sera décidé en réunion par les khalasars. Jorah et Daario atteignent Vaes Dothrak, ce dernier remarquant la grise-écaille de son compagnon de route. La nuit venue, le duo se faufile jusqu'au dosh khaleen après s'être débarrassé de deux dothrakis, et tombent sur Daenerys. Mais la reine des dragons refuse de partir et élabore un plan. Confrontée peu après aux khals influents du temple, Daenerys prône sa personne comme une Khaleesi mais les hommes ne supportent pas l'arrogance de leur captive et Khal Moro la menace de la faire violer. Daenerys incendie alors le temple et ressort seule des flammes devant le peuple dothraki qui, ébahi, se prosternent devant la « Reine Imbrûlée ». Elle remercie Jorah qui lui déclare son amour, mais qu'il ne peut rester, révélant sa maladie. Daenerys lui ordonne alors de trouver un remède et de revenir auprès d'elle une fois guéri. En route pour Meereen, Daenerys retrouve son dragon Drogon devenu pleinement adulte, et exhorte sa troupe de Dothraki de traverser la Mer Étroite afin de conquérir Westeros.
À Meereen, Varys persuade Vala - complice du meurtre d'Immaculés et Puînés - de lui fournir des informations sur les finances des Fils de la Harpie. Sortent les noms d'Astapor, Yunkaï, et Volantis et Tyrion compte sur les espions de Varys pour négocier avec leurs dirigeants sans risquer de perdre Meereen. Tyrion rassemble les hauts dirigeants des villes de Yunkai, Astapor et Volantis. Le nain propose aux maîtres un délai de sept années afin de faire cesser l'esclavage dans la baie des Serfs contre la cessation des attaques de Fils de la Harpie, avant de finaliser l'accord en les soudoyant avec des filles de joie. Pour Tyrion, ce marché semble l'unique et dernière solution pour éviter la guerre, mais Missandei, Ver Gris et d'anciens esclaves restent sceptiques quant à ce retournement politique dangereux. 
Varys se réjouit de la paix provisoire bien que fragile de Meereen, mais Tyrion estime que Daenerys doit être vue comme celle qui apporte la paix et non pas seulement comme celle qui a libéré les esclaves. Pour aider à répandre ce culte, Tyrion et Varys requièrent la prêtresse rouge Kinvara résidante du temple de Volantis. Celle-ci affirme être de leur côté après avoir raisonné Varys sur son manque de confiance envers elle. 
La flotte Fer-Née menée par Yara Greyjoy fait escale dans une taverne du Long-Pont de Volantis. Soucieuse de l’état morose de Theon qui s'inquiète de la traque de leur oncle Euron, Yara encourage son frère à rester fort. Elle lui annonce également son souhait de rallier la reine des dragons à Meereen pour reprendre les îles de Fer. 
La paix semble régner sur Meereen où la foule est captivée par le discours d’une prêtresse rouge narrant les exploits de Daenerys. Varys quitte bientôt Tyrion pour trouver des alliés à Westeros. Alors que le nain échange des plaisanteries avec Ver Gris et Missandei, l'alarme retentit annonçant l’arrivée de la flotte des esclavagistes qui n'ont pas tenu parole. Les navires pilonnent la cité et les troupes parviennent à atteindre la pyramide acculée. Mais au soir, Daenerys réparait avec Drogon. 
Daenerys réprimande Tyrion sur le chaos qui règne depuis son absence de Meereen et souhaite y mettre fin à sa manière, mais le nain lui suggère un autre plan. Ils feignent alors de parlementer avec les maîtres esclavagistes qui exigent leur reddition. Nullement impressionnée, la Khaleesi exige la leur, avant de chevaucher Drogon et d'incendier plusieurs navires ennemis avec ses deux autres dragons. Parallèlement, les hordes de Dothraki menée par Daario défont les Fils de la Harpie aux portes de Meereen. Les ambassadeurs esclavagistes sont alors exécutés par Ver Gris, sauf un chargé de répandre la nouvelle.
Les combats achevés, Daenerys et Tyrion reçoivent Yara et Theon Greyjoy en audience et le nain ne manque pas de blâmer Theon pour les atrocités commises à Winterfell. Cependant, les Greyjoy mettent au service de Daenerys cent de leurs navires afin qu'elle puisse mener son armée à Westeros, tout en la mettant en garde des prétentions de leur oncle Euron. En échange, ils demandent les îles de Fer avec Yara à sa tête. Daenerys accepte sous condition d'être reconnue reine des Sept Couronnes et que les Fer-Nés cessent les pillages. 
Daenerys demande à Daario de demeurer dans la cité pour y faire perdurer la paix et la prospérité, au grand désarroi de celui-ci. Elle est « réconfortée » par les conseils avisés de Tyrion, qu'elle nomme main de la reine. Peu après, la Khaleesi et les siens quittent le continent d'Essos pour naviguer en direction de Westeros avec la gigantesque flotte des Greyjoy, les armées d'Immaculés et de Dothrakis, ainsi que les trois dragons.

#### Saison 7
Elle arrive à Peyredragon avec 100 000 Dothrakis, 8 000 Immaculés et ses trois dragons, en bénéficiant du soutien de Dorne (Ellaria Sand), de la flotte fer-née et du Bief (Olenna Tyrell). Elle commence à vouloir consolider sa position à Westeros contre Cersei qui est assise sur le Trône de Fer. Malheureusement, elle subit quelques défaites : la destruction d'une majeure partie de sa flotte par Euron Greyjoy et donc la perte de ses alliés dorniens et des Îles de Fer. De plus, Hautjardin se fait attaquer par Jaime Lannister qui pille la ville et contraint Olenna Tyrell à se suicider en buvant une coupe de poison. Pendant ce temps, elle invite Jon Snow à Peyredragon, invitation qu'il accepte. La rencontre entre les deux souverains donne lieu à un débat où ils ne sont pas d'accord sur la place du Nord au sein des Sept Couronnes et sur l'allégeance de Jon Snow à Daenerys Targaryen. Elle l'autorise cependant à extraire du verredragon. Après le sac de Hautjardin, Daenerys part avec ses Dothrakis et Drogon afin d'écraser l'armée Lannister en route vers Port-Réal. Après cette bataille, Jon décide de se rendre au Nord du Mur afin de capturer un spectre. Mais Jon étant piégé par l'armée des morts, elle ira le secourir, ce qui coûtera la vie de Viserion. Dans le bateau qui mène Jon et Daenerys à Peyredragon, Jon lui montre qu'il a des sentiments à son égard, ce qui la met un peu mal à l'aise, mais leur relation évolue quand Jon reconnait Daenerys comme sa reine et ils couchent ensemble.

#### Saison 8
À leur arrivée dans le Nord, Daenerys, malgré le soutien de Jon, est accueillie froidement par les seigneurs du Nord. Sansa s'inquiète de voir une telle force armée à nourrir arriver sur place mais la laisse préparer l'affrontement à venir. Au cours de la nuit qui précède le combat contre le Roi de la nuit, Jon Snow lui révèle qu'il a appris par Bran que son véritable nom est Aegon Targaryen, fils de Rhaegar et héritier légitime du Trône de Fer. Elle participe à la Bataille de la longue nuit sur le dos de Drogon, laissant Rhaegal à Jon Snow, mais peine à maintenir les Marcheurs blancs loin des murs. Elle chute de son dragon et ne survit jusqu'à la fin du combat que par le sacrifice de Jorah Mormont.
Après la bataille de Winterfell, Daenerys décide de marcher vers le sud sans attendre. Montée sur Drogon et accompagnée de Rhaegal, elle suit les Immaculés embarqués sur ce qui reste de sa flotte, mais ils sont surpris par Euron Greyjoy qui tue Rhaegal déjà blessé par un tir de baliste. Missandeï est capturée et Cersei la fait exécuter du haut de la porte de Port-Réal, alors que Daenerys demandait sa reddition pour éviter un massacre. Décidée à se venger et prendre la capitale, elle remonte sur Drogon pendant la bataille et détruit la flotte fer-née à elle seule, alors que ses hommes sont sur terre face à la Compagnie dorée. Le combat est à sens unique et la puissance de son dragon lui permet de s'assurer une victoire rapide. Cependant, alors que les cloches de Port-Réal sonnent, annonçant que la cité s'avoue vaincue, Daenerys refuse de cesser le combat et parcourt toute la ville pour brûler tous ses habitants, sous les yeux de Jon Snow qui assiste au carnage dans les rues. Le Donjon rouge où se réfugiait Cersei est détruit et son ennemie meurt.
Galvanisée par sa victoire, Daenerys donne un discours où elle annonce les conquêtes à venir afin de réunifier les Sept Royaumes. Alors qu'elle contemplait le Trône de fer, son amant et neveu Jon Snow l'approche, tentant de la convaincre de renoncer à des guerres sans fin, et la poignarde mortellement dans une dernière étreinte. Alors qu'elle rend son dernier souffle, Drogon détruit le Trône de fer et emporte le corps de la reine vers Essos.

### Dans les romans
Née à la fin de la guerre qui a vu la chute de son père, neuf jours après la mort de celui-ci, Daenerys n'a jamais connu le continent de Westeros. Elle a vécu en exil dans différentes villes du continent Est, suivant son frère aîné qui les croyait pourchassés par les tueurs à gages de l'« Usurpateur » Robert Baratheon. Au moment où les romans débutent, Viserys et Daenerys vivent chez un magistrat de Pentos nommé Illyrio Mopatis, qui a arrangé pour Daenerys un mariage avec un seigneur dothraki du nom de Khal Drogo. Ce mariage est censé apporter au cruel et vil Viserys l'armée dont il a besoin pour reconquérir le Trône de fer. Daenerys n'est guère enthousiasmée par ce mariage avec un barbare deux fois plus âgé qu'elle, mais elle finit au fil du temps par l'aimer. Illyrio offre en outre à Daenerys trois œufs de dragon.
Avant que Viserys ne puisse obtenir son armée, le khalasar de Khal Drogo doit aller consulter les devineresses du Dosh khaleen en traversant l'immense plaine dothrak. C'est une longue chevauchée pour l'impatient Viserys qui ne supporte pas les coutumes barbares du peuple des chevaux. Daenerys, quant à elle, apprécie de plus en plus ce mode de vie et s'éloigne de l'influence de son frère. Elle se lie également d'amitié avec un chevalier exclu des Sept Couronnes, ser Jorah Mormont, qui a rejoint Viserys. En route, alors qu'elle a tout juste 14 ans, elle découvre qu'elle est enceinte.
Une fois Viserys arrivé au Dosh khaleen, son impatience lui joue son dernier tour. Ivre, il sort son épée dans l'enceinte sacrée où l'acier ne doit pas être brandi. Drogo le fait exécuter en lui coulant une couronne d'or en fusion sur la tête, tenant ainsi sa promesse d'offrir une couronne d'or au prince en exil. Le khalasar de Drogo repart piller des villes et des peuples dans la grande plaine, mais ses rapines sont de courte durée car, lors du sac d'une ville d'un peuple de bergers, Drogo est blessé, et sa blessure s'infecte quand il arrache le pansement que lui a fait Mirri Maz Duur, une maegi (sorcière et guérisseuse). Brûlant de fièvre, le khal s'effondre au bas de son cheval et son khalasar se disperse, refusant de suivre un chef qui ne peut plus monter. Daenerys tente de le sauver en faisant appel à la magie de la maegi mais le procédé ne redonne qu'un simulacre de vie à Drogo (le plaçant dans un état végétatif) et elle y perd en plus l'enfant qu'elle attendait, issue que la maegi avait prévu pour se venger du massacre de son peuple. Daenerys étouffe Drogo avec un coussin et organise pour lui un immense bûcher funéraire, où elle brûle vivante la maegi. À l'occasion de ce bûcher qui l'enveloppe ainsi que les œufs de dragons, ceux-ci éclosent, libérant trois dragonnets que Daenerys, les cheveux consumés par le brasier mais indemne, baptise Drogon pour Khal Drogo, Viserion pour son frère Viserys et Rhaegal pour son frère Raegar.
Avec les rares membres du khalasar restés fidèles et ser Jorah, Daenerys se dirige vers l'Est. Elle finit par être conduite dans la grande cité de Qarth où ses dragons suscitent la convoitise de marchands et de sorciers, mais Daenerys refuse de les leur céder. Sur le port de Qarth, elle est sauvée d'un tueur à gages par l'intervention d'un vieil homme nommé Arstan Barbe-blanche qui dit être envoyé par Illyrio avec trois bateaux afin de l'aider. Daenerys s'embarque à bord des navires et se dirige vers la Baie des Serfs où elle compte s'offrir une armée d'Immaculés, des guerriers esclaves fanatiques et insensibles à la douleur. Elle échange l'un de ses dragons contre l'intégralité des Immaculés de la cité d'Astapor, mais une fois les guerriers acquis, elle fait passer au fil de l'épée tous les esclavagistes de la ville et récupère son dragon.
Forte de son armée et de la libération d'Astapor, Daenerys se met en route vers la cité esclavagiste voisine de Yunkaï qu'elle conquiert rapidement. Elle arrive ensuite devant Meereen qu'elle arrive à prendre par la ruse en y faisant entrer une partie de ses hommes par les égouts. Elle doit également faire face à la fois au fait que ser Jorah, qui était devenu son principal conseiller, s'avère être un traître qui travaillait autrefois pour l'usurpateur Robert Baratheon, avant qu'il ne tombe amoureux d'elle et n'arrête ses activités d'espionnage, mais également au fait qu'Arstan Barbe-blanche n'est autre que ser Barristan Selmy, ancien lord Commandant de la Garde Royale de l'usurpateur, renvoyé par le fils de ce dernier, Joffrey. Daenerys pardonne à Barristan, mais pas à ser Jorah dont les récentes pressions amoureuses mettent Daenerys mal à l'aise. Une fois ser Jorah envoyé en exil, Daenerys apprend la nouvelle de la reconquête d'Astapor par un roi-boucher. Refusant de laisser subir à Meereen le même sort qu'Astapor, Daenerys décide alors de s'installer dans cette ville et de la gouverner. 
Dans A Dance with Dragons, Daenerys abolit l'esclavage mais, ce faisant, se fait de nombreux ennemis qui aimeraient la voir tomber et mourir. Ses dragons ont grandi au point qu'elle peut presque les monter. Mais, comme elle n'a pas eu le temps de s'occuper d'eux, ils deviennent complètement sauvages. Elle fait enfermer Viserion et Rhaegal pour ne plus qu'ils tuent et brûlent. Mais Drogon s'enfuit vers la mer Dothrak, après que les hommes de Daenerys ont essayé à trois reprises de le capturer. Cependant, Xaro Xhoan Daxos tente de la faire partir en lui proposant des vaisseaux pour qu'elle retourne à Westeros. Mais elle décide de rester, en entendant la peur de son peuple. Elle se fait trahir une troisième fois par un de ses sujets, Brun Ben Prünh. Ne sachant plus quoi faire pour cesser les meurtres dans sa ville et pour retrouver la paix et n'ayant pas un seul ami, Daenerys accepte un mariage avec un noble et esclavagiste, Hizdahr zo Loraq. Quentyn Martell se présente devant elle, accompagné de deux de ses sujets, pour donner à Daenerys un message concernant un pacte entre les Martell et les Targaryen : Viserys Targaryen devait se marier avec Arianne Martell mais, son frère étant mort, c'est elle qui doit se marier à sa place avec Quentyn. Mais Daenerys s'est déjà engagée à se marier avec Hizdahr pour éviter la guerre et décline la proposition.
Après son mariage, les arènes sont rouvertes, l'une des conditions que Daenerys a dû sacrifier pour sa paix. Son époux, Hizdahr, la presse de goûter un plat de sauterelles grillées au miel mais elle n'en veut point. Drogon arrive attiré par l'odeur du sang et commence à tuer ceux qui veulent le capturer. Daenerys va le rejoindre dans l'arène et elle tente de le dompter avec l'aide d'un fouet et en lui parlant. Elle grimpe sur son dos et s'envole vers la mer Dothrak. Ses sang-coureurs partent à sa recherche. Pendant ce temps, elle remonte un cours d'eau pour revenir à Meereen en ne se nourrissant que d'eau pour survivre. Elle voit Drogon chasser et l'appelle lorsqu'elle rencontre un éclaireur dothraki. Le dragon brûle un cheval et elle partage son repas avec lui, lorsqu'un khalasar arrive devant elle. Elle rencontre alors le khal Jhaqo.

## Caractéristiques
Daenerys est présentée comme une femme d'exception, à la fois ferme et généreuse. Son altruisme lui fait abolir l'esclavage et aider les malheureux, mais elle punit sévèrement les personnes qui lui font du tort. Au début peu sûre d'elle et de ses qualités de reine, elle finit par gagner en confiance et autorité sur les autres. Elle parle couramment le valyrien qui est sa langue maternelle, et le dothraki qu'elle a maîtrisé en une année. Daenerys est vue par certains analystes des romans et de la série télévisée comme une icône moderne du féminisme,,.
Comme les membres de la famille Targaryen, Daenerys est dotée du sang du dragon ; elle dispose donc d'une résistance naturelle au feu et à la chaleur plus forte que celle d'un être humain normal. Il s'avère aussi que, lors de l'embrasement du bûcher des funérailles de Khal Drogo, l’éclosion de ses dragons était « un événement unique, magique et un miracle selon George R. R. Martin. Daenerys n'étant à la base pas immunisée contre le feu, elle se faisait appeler l’imbrûlée car elle a marché dans les flammes et a vécu ». Les Targaryen ne sont en effet pas immunisés contre le feu (bien qu'ils aient le plus souvent la capacité de résister à des températures élevées) et la survie de Daenerys est un événement exceptionnel. Un peu plus loin dans le livre d'ailleurs, Daenerys elle-même se brûle.

## Un personnage inspiré de la reine Boadicée

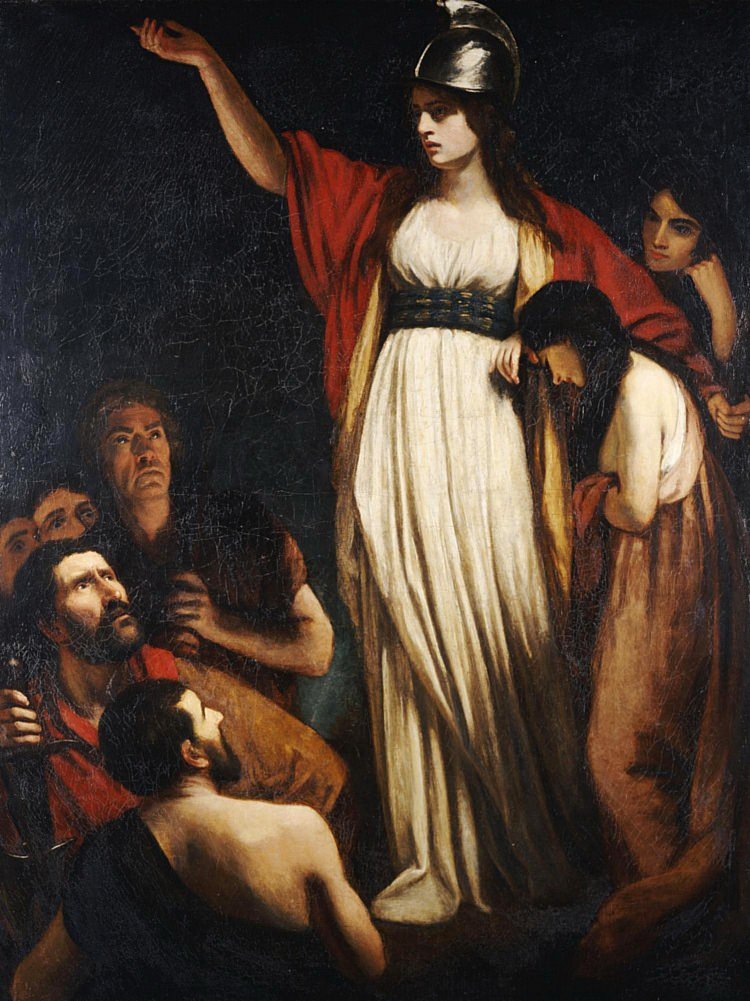
Boadicée haranguant les Bretons de John Opie.

Par certains aspects, le personnage de Daenerys Targaryen semble inspiré de l’histoire de Boadicée, une reine d’un peuple celte de Grande-Bretagne, qui s’était révoltée contre l’Empire romain.
De par sa personnalité et ses traits physiques, Daenerys présente de nombreuses similitudes avec Boadicée. Dans l’Histoire Romaine, l'historien antique Dion Cassius dépeint en effet Boadicée comme une femme à l’ « épaisse chevelure d'un blond prononcé », un portrait qui n’est pas sans rappeler les cheveux d'argent de Daenerys.
Les deux femmes nourrissent la même haine pour l’esclavage. En 61 après J.-C., Boadicée parvient à réunir une puissante armée et à soulever les populations locales contre l’occupant romain, qui les traitaient jusqu’alors en esclaves. De manière similaire, Daenerys rassemble également une armée, libère les esclaves de la ville d’Astapor et ordonne de tuer leurs maîtres. 
À l'image de Boadicée, elle se montre impitoyable, n’hésitant à brûler les villes qui lui résistent et à massacrer ses habitants, comme ceux de la ville de Port-Réal. L’incendie et le massacre de la population de Port-Réal fait ici écho à la campagne militaire durant lesquelles les forces de Boadicée ont brûlé certaines villes, comme Camulodunum (Colchester), Londinium (Londres) et Verulamium (St Albans).

## Promotion et accueil
Son personnage a très bien été accueilli et fait partie des personnages préférés des fans de la série.[réf. nécessaire]